# Pablo de Lucas
Pablo de Lucas Torres (Elche, 20 settembre 1986) è un ex calciatore spagnolo, di ruolo centrocampista.

## Carriera

### Club
Il 1º luglio 2016 viene acquistato dalla squadra greca dello Xanthī.
Il 16 agosto 2022 viene acquistato dal Brindisi, squadra militante in Serie D.